# Vattenfall Cyclassics 2012
La Vattenfall Cyclassics 2012 era la 17a edició de la cursa ciclista Vattenfall Cyclassics. Es va disputar el diumenge 19 d'agost de 2012 en un recorregut de 245,9 km que tenia l'origen i final a Hamburg.
La victòria fou pel francès Arnaud Démare (FDJ-BigMat), que s'imposà en un esprint massiu per davant de l'alemany André Greipel (Lotto-Belisol) i l'italià Giacomo Nizzolo (RadioShack-Nissan).

## Equips participants
En la cursa hi prenen part 20 equips de 8 ciclistes cadascun: els 18 equips UCI World Tour i dos equips continentants professioanls convidats, l'Argos-Shimano i el Team NetApp.
| Núm   | Codi | Equip                   |
| ----- | ---- | ----------------------- |
| 1-8   | SKY  | Team Sky                |
| 11-18 | LTB  | Lotto-Belisol           |
| 21-28 | AST  | Astana Qazaqstan Team   |
| 31-38 | LIQ  | Liquigas-Cannondale     |
| 41-48 | KAT  | Team Katusha            |
| 51-58 | OPQ  | Omega Pharma-Quick Step |
| 61-68 | BMC  | BMC Racing Team         |
| 71-77 | RNT  | RadioShack-Nissan       |
| 81-88 | OGE  | Orica-GreenEDGE         |
| 91-98 | GRS  | Garmin-Sharp            |

| Núm     | Codi | Equip             |
| ------- | ---- | ----------------- |
| 101-108 | MOV  | Movistar Team     |
| 111-118 | EUS  | Euskaltel–Euskadi |
| 121-126 | LAM  | Lampre-ISD        |
| 131-138 | RAB  | Rabobank ProTeam  |
| 141-148 | VCD  | Vacansoleil-DCM   |
| 151-158 | ALM  | AG2R La Mondiale  |
| 161-168 | FDJ  | FDJ-BigMat        |
| 171-177 | STB  | Team Saxo-Tinkoff |
| 181-188 | ARG  | Argos-Shimano     |
| 191-198 | APP  | Team NetApp       |

## Classificació final
| #  | Ciclista                   | Equip                   | Temps      | Punts UCI |
| -- | -------------------------- | ----------------------- | ---------- | --------- |
| 1  | Arnaud Démare (FRA)        | FDJ-BigMat              | 6h 03' 19" | 80        |
| 2  | André Greipel (GER)        | Lotto-Belisol           | m. t.      | 60        |
| 3  | Giacomo Nizzolo (ITA)      | RadioShack-Nissan       | m. t.      | 50        |
| 4  | Tom Boonen (BEL)           | Omega Pharma-Quick Step | m. t.      | 40        |
| 5  | Edvald Boasson Hagen (NOR) | Team Sky                | m. t.      | 30        |
| 6  | Mark Renshaw (AUS)         | Rabobank ProTeam        | m. t.      | 22        |
| 7  | Heinrich Haussler (AUS)    | Garmin-Sharp            | m. t.      | 14        |
| 8  | Manuel Belletti (ITA)      | AG2R La Mondiale        | m. t.      | 10        |
| 9  | Tom Veelers (NED)          | Argos-Shimano           | m. t.      | –         |
| 10 | Borut Božič (SVN)          | Astana Qazaqstan Team   | m. t.      | 2         |